# Spyros Athanasopoulos
Spyros Athanasopoulos foi um ginasta grego que competiu em provas de ginástica artística.
Nos Jogos de Atenas, disputados "em casa", Athanasopoulos competiu apenas por equipes nas barras paralelas. Na disputa, foi um membro da equipe formada ainda por Nikolaos Andriakopoulos, Thomas Xenakis e Petros Persakis, segunda colocada no evento, após ser superada pela Alemanha de Carl Schuhmann.